# Edwards Air Force Base

i7
i11
i13

Diagramm

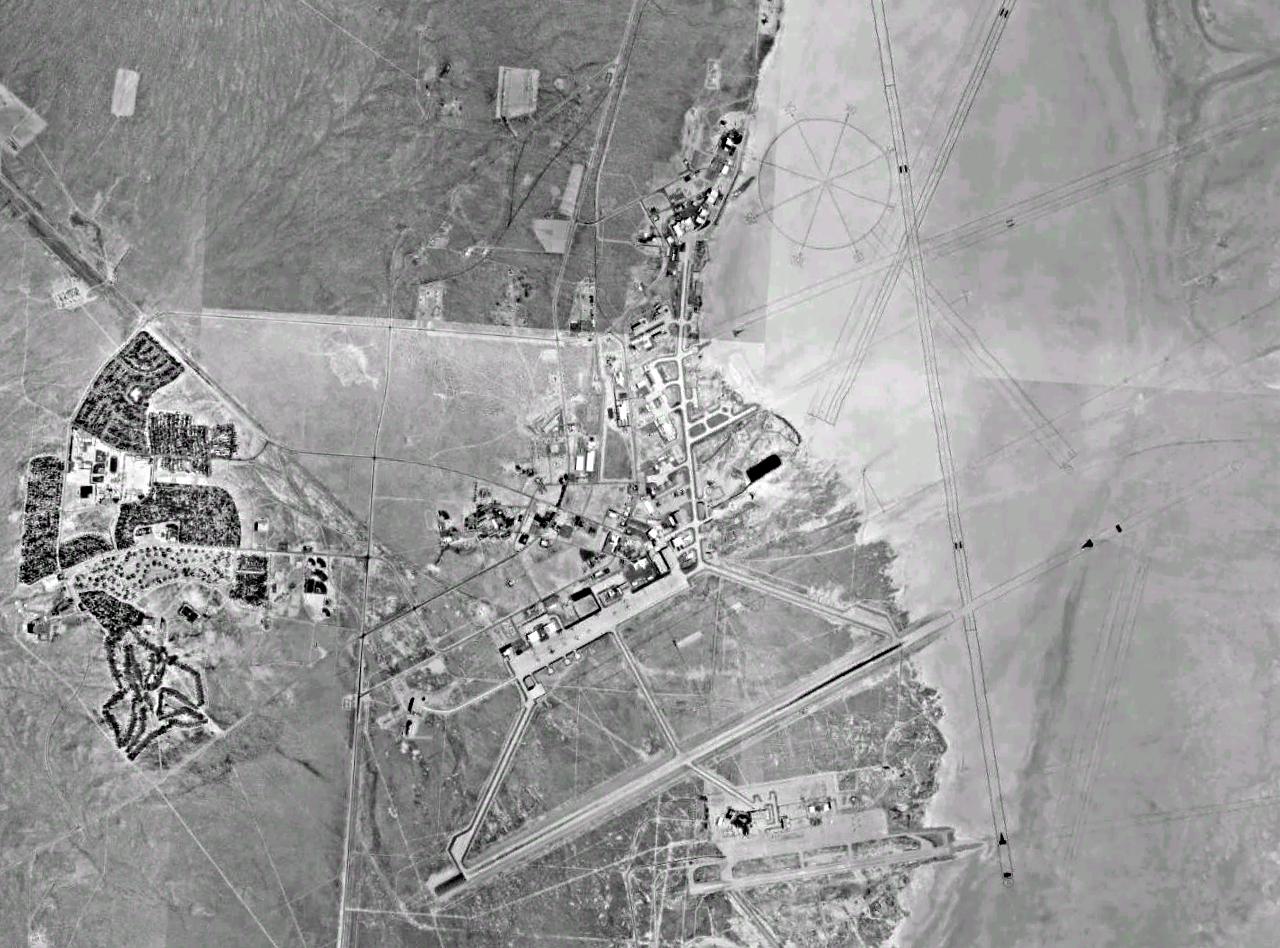
Satellitenaufnahme mit der größten Windrose der Welt

Die Edwards Air Force Base (IATA-Code: EDW, ICAO-Code: KEDW) ist eine Luftwaffenbasis der United States Air Force im Antelope Valley nahe Lancaster in Kalifornien, rund 100 Kilometer nördlich von Los Angeles. Mit ihren ausgedehnten Pisten auf dem ausgetrockneten See Rogers Dry Lake erlangte sie durch die dort durchgeführten Testflüge verschiedener Flugzeugtypen und als Landeplatz des Space Shuttles weltweit Berühmtheit.
Der rund 74 Quadratkilometer große Stützpunkt wird von der United States Air Force (USAF) und der NASA genutzt, die hier ihr Dryden Flight Research Center betreibt. Die USAF arbeitet in ihrem Air Force Flight Test Center (AFFTC) an Entwicklungen und Tests von bemannten und unbemannten Luftfahrzeugen, einschließlich deren Avionik. Die zweite bedeutende Einrichtung der US-Luftwaffe ist ihre Testpiloten-Schule (Test Pilot School).
Standard-Start- und Landebahn ist eine 4580 Meter lange Betonpiste (04R/22L), aber der völlig ebene und glatte Boden des umgebenden ausgetrockneten Sees erlaubt auch Landungen auf der gesamten Fläche. Zur Orientierung für die Piloten ist auf dem Seeboden eine Windrose mit 1220 Metern (4000 Fuß) Durchmesser aufgebracht. Zusätzlich sind rund 20 verschiedene Landebahnen markiert, die längste davon, Landebahn 17/35, misst 11.920 Meter × 275 Meter. Die Airbase diente etwa 50 Mal als Standardlandeplatz für die Shuttle-Missionen. Zuletzt landete hier im September 2009 die Discovery im Rahmen der Mission STS-128 auf dem Luftwaffenstützpunkt.
Auf der Edwards Air Base ist auch das Birk Flight Test Center angesiedelt, das aktuell (Stand: August 2011) den Test und Einflug der unbemannten Global-Hawk-Flugzeuge durchführt, bevor sie an den Nutzer abgegeben werden.
Nordwestlich ist der Mojave Air & Space Port gelegen.

## Geschichte
Zunächst als Muroc Army Air Field und später als Muroc Army Air Force Base bezeichnet, wurde sie am 8. Dezember 1949 nach dem Testpiloten Glen Edwards benannt, der als Kopilot des Nurflügler-Prototyps Northrop YB-49 am 5. Juni 1948 an diesem Ort tödlich verunglückte.
Auf dem Rollfeld des Flugplatzes drehte die amerikanische Punk-Rock-Band NOFX mit Regisseur Gore Verbinski den Videoclip zum Titelsong ihres 1989 erschienenen Albums S&M Airlines.